# Femeia în Negru 2: Îngerul Morții
Femeia în Negru 2: Îngerul Morții (titlu original: The Woman in Black: Angel of Death, altă denumire The Woman in Black 2: Angel of Death) este un film de groază britanic și canadian din 2014 regizat de Tom Harper. Rolurile principale au fost interpretate de actorii Phoebe Fox, Jeremy Irvine și Helen McCrory. Scenariul este scris de Jon Croker după o povestire de Susan Hill. Este o continuare a filmului Femeia în negru din 2012.

## Prezentare
Evacuați din Londra în timpul bombardamentelor din al doilea război mondial, un grup de opt studenți, condus de directorul John Hogg și de Eva Parkins, o profesoară tânără, ajunge în micul sat Gifford Crythin, aflat în partea de nord-est a Angliei. Destinația lor este Casa din mlaștină - un conac impunător aflat pe o insulă izolată a continentului. Prezența lor trezește o forță malefică care bântuie de decenii această casă impunătoare. Din întuneric va apărea spiritul demonic și răzbunător al doamnei în negru.

## Distribuție
- Phoebe Fox ca Eve Parkins
- Jeremy Irvine ca Harry Burnstow
- Helen McCrory ca Jean Hogg
- Adrian Rawlins ca Dr. Rhodes*
- Leanne Best - The Woman in Black
- Ned Dennehy - Old Hermit Jacob
- Oaklee Pendergast ca Edward
- Genelle Williams ca Alma Baker
- Leilah de Meza ca  Ruby
- Claire Rafferty - Clara
- Jude Wright ca Tom
- Amelia Pidgeon ca Joyce
- Pip Pearce ca James
- Alfie Simmons ca Alfie
- Casper Allpress ca Fraser